# Turovský sopúch
Turovský sopúch je přírodní památka v oblasti Poľana.
Nachází se v katastrálním území obce Turová v okrese Zvolen v Banskobystrickém kraji. Území bylo vyhlášeno či novelizováno v letech 2001, 2010 na rozloze 0,2669 ha. Ochranné pásmo nebylo stanoveno.